# 政治自由
政治自由，是一種政治思想、西方歷史的核心概念，也是民主社會間最重要的（真實或理想）特徵之一。

## 觀點
構成政治自由理想的條件，根據政治光譜上各派別的團體和個人的立場不同，其所持看法也不盡不同。
左派政治哲學普遍將自由概念與積極自由結合，即團體或個人擁有決定自身生命或實踐個人潛質的權利。在此意義上，自由便包括免於貧窮、飢餓、可治療疾病及壓迫之自由，甚至涵蓋擺脫權力與高壓統治的自由。它亦被稱為自由的「履行概念」（exercise concept），對比於消極自由的「機會概念」（opportunity concept）。
通常意义上的政治自由，都包括了言论自由、著作自由、集会自由、结社自由、游行示威自由、人身自由和无罪推定原则。政治自由亦通常體現在選舉權及民主體制，公民有權對權力及政府發表不同的意見，包括支持及反對的意見。

## 外部連結
- 自由之屋 （页面存档备份，存于）